# マイケル・フォロルンショ
マイケル・イジェムアン・フォロルンショ（Michael Ijemuan Folorunsho, 1998年2月7日 - ）は、イタリア・ローマ出身のサッカー選手。カリアリ・カルチョ所属。ポジションはミッドフィールダー。

## クラブ経歴
SSラツィオの下部組織を経て、2017年6月18日にヴィルトゥス・フランカヴィッラ・カルチョへ加入してプロサッカー選手としてのキャリアをスタートさせた。
2019年7月15日、移籍金100万ユーロでSSCナポリに引き抜かれ、同時にセリエBに所属していたSSCバーリへ1シーズンローンでの加入も決定した。バーリ以降は、主にセリエBのチームへ期限付き移籍を繰り返すシーズンが4シーズンほど続いた。
2023年8月16日、2023-24シーズンはエラス・ヴェローナFCへ期限付き移籍することが発表された。フォロルンショにとってキャリアで初めてとなるセリエAの舞台に挑むこととなる。
2025年1月11日、ACFフィオレンティーナに買取オプション付きローンで加入した。
2025年7月24日、買取オプション付きローンでカリアリ・カルチョに加入。

## 代表経歴
UEFA EURO 2024メンバーに選出。